# Benjamin Franklin attira l'elettricità del fulmine
Benjamin Franklin attira l'elettricità del cielo, o Benjamin Franklin attira l'elettricità del fulmine (Benjamin Franklin Drawing Electricity from the Sky), è un dipinto del 1816 circa circa di Benjamin West, conservato al Museo dell'Arte di Filadelfia. Ritrae Benjamin Franklin, uno dei padri fondatori degli Stati Uniti, che conduce il suo esperimento dell'aquilone nel 1752 per accertare la natura elettrica dei fulmini. West dipinse quest'opera di 33,7 × 25,4 centimetri dipingendo a olio su un supporto di lavagna. L'opera fonde sia elementi neoclassici che romantici. Franklin conosceva West, il che potrebbe aver influenzato la creazione di questo quadro.

## Contesto
West dipinse il quadro basandosi su un celebre esperimento condotto da Franklin nel 1752. Franklin notò come i fulmini distruggevano spesso le case bruciando quelle di legno. Franklin voleva dimostrare la presenza dell'elettricità nei fulmini tramite un esperimento. Nella sua impostazione iniziale, l'esperimento francliniano sarebbe dipeso dal completamento della chiesa di Cristo a Filadelfia, la cui guglia sarebbe stata abbastanza alta da attirare un fulmine. Allora Franklin ideò un altro esperimento nel quale avrebbe fatto volare un aquilone durante una tempesta con una chiave di metallo attaccata alla corda.
Franklin condusse il suo esperimento privatamente per vari motivi, inclusa la sua pericolosità, e non voleva deludere la comunità scientifica se l'esperimento fosse fallito. Decise di condurre l'esperimento su un prato assieme a suo figlio William. Franklin dimostrò che le nuvole portavano una carica elettrica avvicinando un dito alla chiave di metallo, producendo una scintilla. I suoi esperimenti portarono all'adozione su larga scala dei parafulmini sugli edifici alti per sviare l'elettricità dagli edifici e scaricarla nel terreno.

## Descrizione e interpretazione

### Dipinto
Franklin viene ritratto mentre alza la mano verso i cieli tempestosi, nel momento in cui le nuvole si aprono sopra di lui. Una scintilla compare tra la chiave e la mano di Franklin. West lo ritrasse con i capelli bianchi, come viene ricordato spesso. Egli impugna un rotolo di pergamena nella mano sinistra e indossa un mantello rosso che viene gonfiato dal vento.

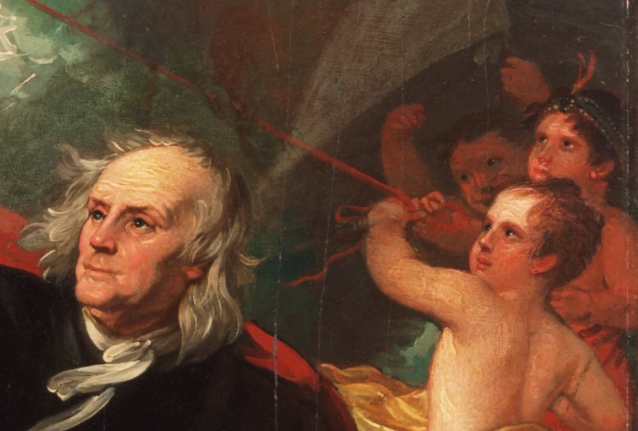
Un dettaglio dell'amorino con il copricapo da nativo americano

Alla destra di Franklin si trova un gruppo di cherubini che lo aiutano nell'esperimento tenendo la corda dell'aquilone e osservandolo. West dipinse uno di questi amorini con degli abiti da nativo americano. Di solito i cherubini comparivano nei dipinti delle apoteosi. Sullo sfondo, nel lato sinistro della composizione, c'è un altro gruppo di cherubini che armeggiano con uno strumento. Il braccio destro di Franklin, il cherubino alla sua destra e il cherubino alla sua sinistra formano insieme un triangolo, che fa da base della composizione del dipinto. La disposizione dirige l'occhio dello spettatore verso la mano di Franklin e verso la chiave. West amplifica questo effetto definendo chiaramente i bordi della chiave e dipingendo l'elettricità circostante più in risalto del fulmine sullo sfondo. La testa di Franklin e il suo sguardo sono fissi verso l'alto, come a guardare oltre la composizione e verso i cieli. Questi elementi lasciano intendere che Franklin stia facendo appello alle forze della natura e ai cieli per questo esperimento.
West incluse degli elementi che di solito compaiono nei dipinti romantici, come i temi religiosi e l'estetica del sublime. Tuttavia, i cherubini e i temi dell'eroismo maschile sono per lo più tipici dei dipinti neoclassici. Questa unione dei due stili permette a West di unire l'intellegibilità a un senso di mistero.

### Elementi anacronistici
Il quadro è un esempio di pittura storica, ma West, come aveva fatto in passato con opere come La morte del generale Wolfe del 1770, si allontana dalla verità e adorna l'opera con alcuni elementi per aggiungervi della drammaticità. Franklin era sulla quarantina ed era in compagnia di suo figlio quando condusse l'esperimento, ma West lo dipinse con i capelli bianchi e le rughe, come un anziano. West aggiunse gli amorini e altri elementi drammatici per ritrarre Franklin come una specie di Prometeo, che si erge a eroe statunitense della scoperta scientifica. Delle altre opere, come la Statua del giovane Benjamin Franklin con l'aquilone di Carl Rohl-Smith, ritraggono più fedelmente Franklin al tempo del suo esperimento, dandogli un aspetto più giovanile.

### Rapporto di West con Franklin

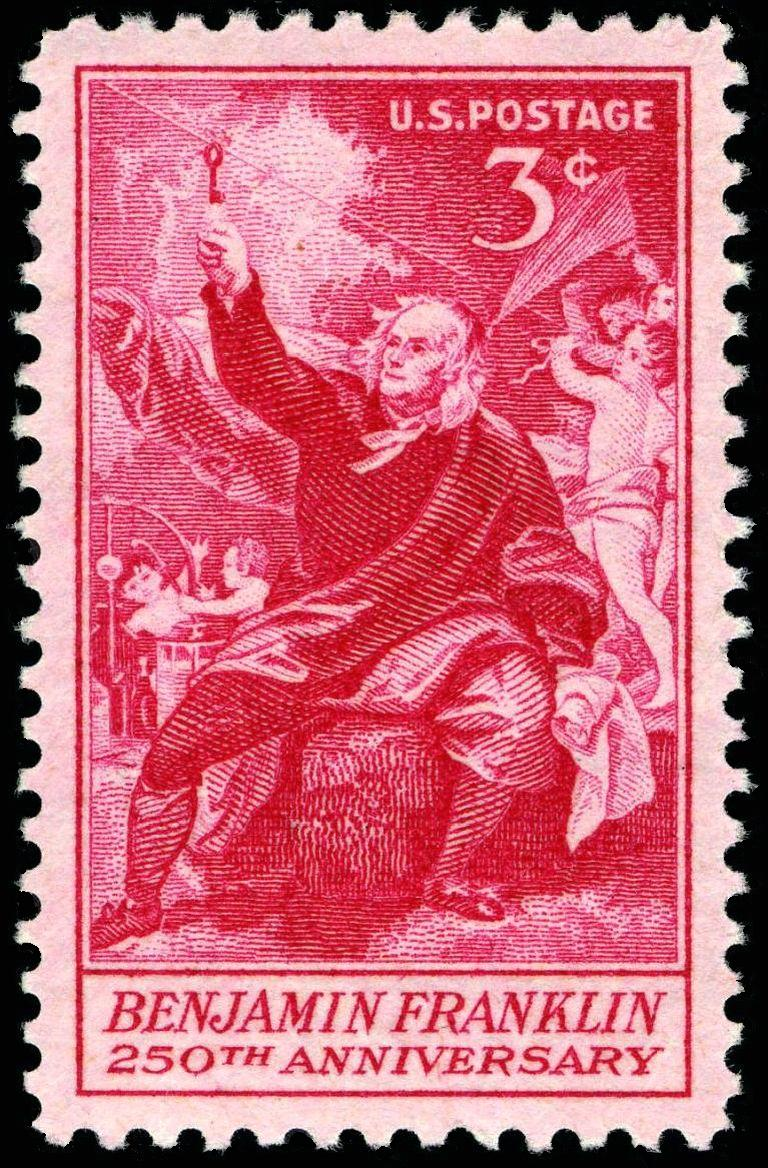
Un francobollo che riproduce l'opera emesso nel 1956 in occasione dei 250 anni dalla nascita di Franklin

West e Franklin si incontrarono per la prima volta a Londra, quindi strinsero un rapporto amichevole in quanto entrambi erano filadelfiani. West era nato a Swarthmore, in Pensilvania, e Franklin si era trasferito in quello stato nella prima età adulta. I due divennero abbastanza intimi che West chiese a Franklin di fargli da padrino per il suo secondo figlio. West decise di dipingere questo quadro per celebrare i successi del suo amico dopo la morte di Franklin. Il quadro sarebbe dovuto essere uno studio per un dipinto di maggiori dimensioni che West avrebbe voluto donare in onore del suo amico all'ospedale di Filadelfia, fondato da Franklin.

## Nella cultura di massa
Nel 1956, gli Stati Uniti scelse questo quadro per un francobollo commemorativo che ricordava i 250 anni dalla nascita di Benjamin Franklin.